# Bébé pratique le jiu-jitsu
Bébé pratique le jiu-jitsu és una pel·lícula muda francesa escrita i dirigida per Louis Feuillade i estrenada el febrer de 1911.
Aquesta pel·lícula forma part de la sèrie Bébé.

## Repartiment
- René Dary : Bébé (com Clément Mary)
- Renée Carl : Madame Labèbe, la mama
- Paul Manson: Labèbe, el pare
- Gaston Modot: el pacificador